# Amazonides griseofusca
Amazonides griseofusca là một loài bướm đêm trong họ Noctuidae.